# Фонд допомоги німецькому спорту
Фонд допомоги німецькому спорту (нім. Stiftung Deutsche Sporthilfe) — некомерційний фонд згідно з цивільним правом Німеччини. Метою фонду є ідейна та матеріальна підтримка спортсменів ФРН для компенсації їхніх вимог до суспільства під час міжнародних змагань, та під час коли спортсмени представляють ФРН. Спортсмени повинні отримувати фінансову підтримку в обмін на їхні заслуги стосовно зміцнення репутації своєї країни.
Норберт Вінкельоганн (нім. Norbert Winkeljohann) є головою опікунської ради. Патрон — Федеральний президент Німеччини.